# Cynthia Samuel
Cynthia Samuel (in arabo: سينتيا صموئيل; Qatar, 23 giugno 1995) è un'attrice libanese, modella e social media influencer.

## Biografia e carriera
Cynthia è nata in Qatar e ha trascorso l'infanzia in Canada. Nel 2010 si è trasferita a Beirut. La madre è libanese, il padre, assiro, è deceduto quando Cynthia aveva 16 anni. All'età di 19 anni arriva seconda al concorso di bellezza Miss Libano. Il risultato le permette di partecipare come Miss Libano alla sessantaquattresima edizione di Miss Universo. In questo periodo, acquista popolarità nelle televisioni libanesi. Attraverso l'influenza dei social media e le riviste di moda, collabora con brand di bellezza internazionali fra i quali Reebok, Chopard, Prada e Dior. Nel 2020 è ambasciatrice in Medio Oriente di Dolce & Gabbana Beauty e viene invitata a sfilare nel red carpet della 77ª Mostra internazionale d'arte cinematografica di Venezia.
Appassionata e studiosa di cinema sin dall'età di 13 anni, Cynthia si laurea a Beirut alla Lebanese American University presso la facoltà di Film, Radio e Televisione. Il suo primo lavoro come attrice è nel cast principale della popolare serie libanese Beirut City. Da allora ha recitato in varie serie televisive prodotte dalla Cedars Art Production. Nel set di Hell's Gate, definita come la prima serie araba di genere sci-fi, ha incontrato l'attore Palestinese Adam Bakri con il quale si è sposata nel mese di settembre 2022.

## Filmografia

### Televisione
- Beirut City – serie TV, 15 episodi (2018)
- Five: Thirty (Khamsa w Nos) – serie TV, 22 episodi (2019)
- Love me not (Ma Fiyi) – serie TV, 37 episodi (2020)
- From the End (Min Al Akher) – serie TV, 30 episodi (2020)
- Hell's Gate – streaming, 8 episodi (2021)
- One wife is not enough (Zawja Wahida La Takfi) – serie TV, 8 episodi (2024)

### Cortometraggi
- Mashed Potatoes, regia di Suha Araj (2025)

## Riconoscimenti
- 2019: Nickelodeon Kids' Choice Awards (Abu Dhabi) – Favorite Female Newcomer[9]